# 플로린 안도네
플로린 안도네(Florin Andone, 1993년 4월 11일, 보토사니 ~ )는 루마니아의 축구 선수로 현재 엘덴세에서 뛰고 있다.